# Неподдаващите
„Неподдаващите“ е съветска комедия от 1959 година на режисьора Юрий Чулюкин.

## Сюжет
В завода работят две момчета, двама приятели, заради които производствените показатели на цялата младежка бригада вечно страдат. Когато вече било твърдо решено да бъдат уволнени Анатолий Грачкин (Юрий Белов) и неговия приятел Виктор Громобоев (Алексей Кожевников), под своето крило ги взима (Надежда Румянцева) -малка, смешна девойка, всеобща любимка в завода. На събранието тя се смилява над двамата, а комсомолците, без да губят време, и дават поръчение- да превъзпита момчетата. В началото Надя се захваща с неохота и опасения, но с течение на времето това се превръща в най-важното нещо в живота и. Девойката толкова много се впряга в задачата, че заради това забравя собствените си обвързаности.

## В ролите
- Надежда Румянцева като Надя Берестова
- Юрий Белов като Анатолий Грачкин
- Алексей Кожевников като Виктор Громобоев
- Валентин Козлов като Володя Яковлев
- Вера Карпова като Роза Каткова
- Светлана Харитонова като Лиза Кукушкина, приятелка на Надя
- Виктор Егоров като Льоня Бутусов
- Юрий Никулин като Василий Клячкин
- Константин Нассонов като Андрей Илич Барийшев, директора на завода
- Иван Каширин като Иван Игнатиевич Ватагин, началник цеха
- Виктор Терехов като Петя
- Владимир Земляникин като Зернов
- Евгений Бийкадоров като бащата на Надя
- Лилия Гриценко като майката на Надя
- Леонид Маренников като Паша
- Нина Агапова като водещата конкурса
- Сергей Филиппов като милиционера
- Маргарита Жарова като съпругата на Клячкин

## Награди
- Награда за най-добър филм на ВКФ(Всесъюзния кинофестивал) през 1960 година в Минск
- Втора награда за женска роля на Надежда Румянцева
- Първа награда за мъжка роля на Юрий Белов